# Rohrer (Familienname)
Der Nachname Rohrer ist ein Familienname deutschsprachigen Ursprungs.

## Verbreitung
Zahlenmäßig am häufigsten sind Träger dieses Nachnamens in den USA ansässig. Die höchste Dichte der Verbreitung ist hingegen in der Schweiz. 2022 war der Name mit 3811 Vertretern der 169. häufigste Familienname in der Schweiz (Stand: 2022); im Kanton Obwalden war Rohrer sogar der häufigste Name des Kantons mit 817 Vertretern.
Auch in Deutschland und Österreich ist der Familienname vergleichsweise häufig. In den angrenzenden europäischen Ländern Italien, Tschechien und Frankreich sowie im Auswanderungsland Kanada ist er ebenfalls nicht ganz selten vertreten.

## Ursprünge des Namens
Eine Ableitung des Namensursprungs ist sowohl vom Beruf her möglich als auch über den Wohnort. Es könnte von Röhren-, Brunnenmacher herkommen. Auch der Wohnortbezug, als Familie die am Seeufer, also im Rohr/Schilf lebt, ist möglich.

## Bedeutende Namensträger
- Alois Rohrer (1880–1973), Schweizer Politiker, Regierungsrat Obwalden
- Amalie Rohrer (1922–2014), von 1965 bis 1981 Bürgermeisterin der Stadt Werl
- Anneliese Rohrer (* 1944), österreichische Journalistin
- Annette Rohrer (* 19??), deutsche TV-Journalistin
- Christian Rohrer (Politiker) (1811–1886), Schweizer Politiker
- Christian Rohrer (Romanist) (1938–2022), deutscher Romanist, Computerlinguist und Hochschullehrer
- Fabien Rohrer (* 1975), Schweizer Snowboarder
- Franz Rohrer (1941–2021), deutscher Unternehmer, Geschäftsmann und Verbandsfunktionär der nationalen Immobilienwirtschaft
- Franz Anton Rohrer (1832–1882), Schweizer Priester, Kirchenhistoriker und Bibliothekar
- Heinrich Rohrer (1933–2013), Schweizer Physiker und Nobelpreisträger
- Jason Rohrer (* 1977), US-amerikanischer Programmierer und Künstler
- Jeff Rohrer (* 1958), American-Football-Spieler
- Johann Georg Rohrer (1686–1765), elsässischer Orgelbauer
- Johann Michael Ludwig Rohrer (1683–1732), deutscher Baumeister
- Johann Peter Ernst Rohrer (1687–1762), deutscher Architekt
- Joseph Rohrer (1769–1828), österreichischer Kameralist und Statistiker
- Karl Rohrer (1860–1938), Schweizer Politiker, Regierungsrat Obwalden
- Katharina Rohrer (* 1980), österreichische Filmregisseurin
- Linda Rohrer (* 1999), deutsche Schauspielerin
- Leo Rohrer (* 19??), österreichischer Schauspieler
- Madeleine Rohrer (* 1983), Südtiroler Politikerin
- Max Rohrer (1887–1966), deutscher Alpinist und Schriftsteller
- Michael Ludwig Anton Rohrer (~1650–1715), böhmischer Brunnenmeister und Architekt
- Peter Rohrer (Schauspieler) (* 1963), Schweizer Schauspieler
- Peter Rohrer (* 1943), Schweizer Politiker, Regierungsrat Obwalden
- Raphael Rohrer (* 1985), liechtensteinischer Fußballspieler
- Robert Rohrer (* 1946), US-amerikanischer Schriftsteller
- Ronald Rohrer (* 1939), US-amerikanischer Elektroingenieur
- Rudolf Rohrer (Verleger, 1805) (1805–1839), österreichischer Buchdrucker, Verleger und Botaniker
- Rudolf Rohrer (Verleger, 1864) (auch Rudolf von Rohrer; 1864–1913), österreichischer Verleger
- Rudolf Rohrer (Architekt) (1900–1968), deutscher Architekt
- Rudolf Maria von Rohrer (1838–1914), österreichischer Verleger und Politiker
- Samuel Rohrer (* 1977), Schweizer Jazz-Schlagzeuger und Elektronikmusikproduzent
- Seraina Rohrer (* 1977), Schweizer Filmwissenschaftlerin
- Stefan Rohrer (* 1968), deutscher Künstler
- Susanne Rohrer (* 1966), deutsche Radio- und TV-Moderatorin
- Sylvie Rohrer (* 1968), Schweizer Schauspielerin
- Urs Rohrer (1977–2022), Schweizer Jongleur
- Ursula Euteneuer-Rohrer (* 1953), deutsche Komponistin, Musikpädagogin und Pianistin
- Verena Rohrer (* 1996), Schweizer Snowboarderin
- Waltraud Rohrer (* 1961), österreichische Politikerin (SPÖ)

## Belege
1. ↑  Bundesamt für Statistik: Nachnamen der ständigen Wohnbevölkerung - 2022 | Tabelle. 22. August 2023, abgerufen am 2. Mai 2024.
2. ↑  Die Karte des Nachnamens Rohrer, nachnamen.net, abgerufen am 26. Januar 2023
3. ↑  Rohrer Nachnamen-Verbreitungskarte, forebears.io, abgerufen am 26. Januar 2023
4. ↑  Rohrer Definition des Nachnamens, abgerufen am 26. Januar 2023